# Alexis Valido
José Alexis Valido Moreno (* 9. März 1976 in Las Palmas, Gran Canaria) ist ein ehemaliger spanischer Volleyball-Nationalspieler.
Alexis Valido begann mit dem Volleyball in seiner Heimat auf Gran Canaria. Später spielte er auf dem spanischen Festland in Gijón und Málaga. 2000 wechselte der Libero in die deutsche Bundesliga zum VfB Friedrichshafen, bei dem er zum Publikumsliebling wurde. Valido wurde hier viermal Deutscher Meister und gewann sechsmal in Folge den DVV-Pokal. Er war für sechs Jahre einer der besten Abwehr- und Annahmespieler der Bundesliga und wurde regelmäßig in den Ranglisten des Volleyball Magazins auf Spitzenpositionen gewählt. 2006 wechselte Valido zum französischen Spitzenclub Tours Volley-Ball und 2007 zurück nach Spanien zu Unicaja Almería, wo er nach einer Knieoperation 2010 seine Karriere beenden musste.
Alexis Valido bestritt für die Spanische Nationalmannschaft 170 Länderspiele. Er nahm 2000 an den Olympischen Spielen in Sydney und 2002 an der Weltmeisterschaft in Argentinien teil.
Heute lebt Alexis Valido wieder in seiner Heimat in Las Palmas auf Gran Canaria.